# Лебёдка (Татарстан)
Лебёдка — опустевшая деревня в Новошешминском районе Татарстана. Входит в состав Петропавловского сельского поселения.

## География
Находится в центральной части Татарстана на расстоянии приблизительно 11 км по прямой на востоко-юго-восток от районного центра села Новошешминск у речки Лебёдка при её впадении в реку Шешма.

## История
Основана в XVIII веке. До реформы 1861 г. жители относились к категории помещичьих крестьян. Занимались земледелием, разведением скота, кирпичным промыслом. В начале XX в. в деревне Лебёдка функционировали школа грамоты (открыта в 1894 г.), 2 мелочные лавки.

## Население
Постоянных жителей было: в 1782 — 51 душа муж. пола; в 1859 — 244, в 1897 — 338, в 1908 — 419, в 1920 — 507, в 1926 — 450, в 1938 — 552, в 1949 — 403, в 1958 — 277, в 1970 — 154, в 1979 — 77, в 1989 — 26, в 2002 — 2 (русские 100 %), 0 в 2010.